# Strade provinciali della provincia di Piacenza
Questo è un elenco delle strade provinciali presenti nella provincia di Piacenza:

## Strade provinciali
| Numero | Denominazione                             | Percorso | Lunghezza (km) |
| ------ | ----------------------------------------- | --- | -------------- |
|        | SP 1 - Tangenziale sud-ovest di Piacenza  | Innesto con SP 11 a Sordello di Gragnano Trebbiense - innesto con SS 45 a Piacenza                                                                   | 9,130          |
|        | SP 4 di Bardi                             | Innesto con SS9 a Fiorenzuola d'Arda - Castell'Arquato - Lugagnano Val d'Arda - Vernasca - Innesto con SP 359 R a Luneto di Bore                     | 29,910         |
|        | SP 6 di Carpaneto                         | Innesto con SS 9 a Piacenza - San Giorgio Piacentino - Innesto con SP 14/SP 29 a Carpaneto Piacentino                                                | 15,590         |
|        | SP 6 bis di Castell'Arquato               | Innesto con SP 14 a Carpaneto Piacentino - Vigolo Marchese - Innesto con SP 4 a Castell'Arquato                                                      | 12,160         |
|        | SP 7 e 7 bis di Agazzano-Piozzano         | Innesto con SS 10 a San Nicolo' di Rottofreno - Gragnano Trebbiense - Gazzola - Lisignano - Agazzano - Innesto con SP 65 a Piozzano                  | 19,350         |
|        | SP 8 di Bedonia                           | Innesto con SS 654 a Farini - Coletta - Montereggio - Confine provinciale con Parma a Pianazze di Farini                                             | 11,880         |
|        | SP 10 di Gropparello                      | Innesto con SP 6 a Carpaneto Piacentino - Sariano - Innesto con SP 10 bis a Gropparello                                                              | 11,530         |
|        | SP 10 bis di Castellana                   | Innesto con SP 10 a Gropparello - Castellana - Groppovisdomo - Orezzi - Innesto con SP 15 a Prato Barbieri di Bettola                                | 17,870         |
|        | SP 11 di Mottaziana                       | Innesto con SP 7 a Gragnanino di Gragnano Trebbiense - Campremoldo - Mottaziana - Innesto con SS 412 a Borgonovo Val Tidone                          | 10,080         |
|        | SP 12 di Genova                           | Innesto con SS 9 ad Alseno - Castelnuovo Fogliani - Innesto con SP 4 a Vernasca                                                                      | 16,970         |
|        | SP 13 di Calendasco                       | Innesto con SS 10 a San Nicolo' di Rottofreno - Calendasco - Innesto con SS 10 a Rottofreno                                                          | 9,745          |
|        | SP 14 della Val Chero                     | Innesto con SP 6 a Carpaneto Piacentino - Rezzano - Velleia - San Michele - Innesto con SP 15 bis a Guselli di Morfasso                              | 26,780         |
|        | SP 14 bis di Velleia                      | Innesto con SP 14 a Velleia di Lugagnano Val d'Arda – Innesto con SP 10 a Mandola di Gropparello                                                     | 4,970          |
|        | SP 15 e 15 bis di Prato Barbieri-Morfasso | Innesto con SS 654 a Bettola - Groppoducale - Badoni - Morfasso - Innesto con SP 359 R a Casali di Morfasso                                          | 31,355         |
|        | SP 16 di Coli                             | Innesto con SS 45 a Bobbio - Innesto con SP 57 a Coli                                                                                                | 7,280          |
|        | SP 17 di Cerignale                        | Innesto con SS 45 a Ponte Organasco di Cerignale - Carisasca - Innesto con SP 52 a Cerignale                                                         | 5,000          |
|        | SP 18 di Zerba                            | confine regionale col Piemonte a Capannette di Pej di Zerba - Pej - Zerba – Cerreto - Innesto con SS 45 a Traschio di Ottone                         | 23,100         |
|        | SP 20 di Polignano                        | Innesto con SS 10 a Caorso - Polignano - San Pietro in Cerro - Innesto con SP 588 R a Villanova sull'Arda                                            | 5,600          |
|        | SP 21 di Val d'Arda                       | Innesto con SP 4 a Lugagnano Val d'Arda - Mocomero - Sperongia - Innesto con SP 15 bis a Morfasso                                                    | 18,535         |
|        | SP 23 del Parco Provinciale               | Parco provinciale Monte Moria - Innesto con SP 63 in Comune di Lugagnano Val d'Arda                                                                  | 4,930          |
|        | SP 24 del Brallo                          | confine regionale con la Lombardia a Ponte Organasco di Cerignale - Innesto con SS 45 in Comune di Cerignale                                         | 1,410          |
|        | SP 25 di San Nazzaro                      | confine regionale con la Lombardia a San Nazzaro di Monticelli d'Ongina - Innesto con SS 10 in Comune di Monticelli d'Ongina                         | 1,020          |
|        | SP 26 di Busseto                          | Innesto con SP 587 R a Cortemaggiore – Besenzone - Confine provinciale con Parma a Casteldardo di Besenzone                                          | 9,165          |
|        | SP 27 di Ziano                            | Confine regionale con la Lombardia a Casa Mascandola di Ziano Piacentino - Vicobarone - Ziano Piacentino - Innesto con SS 412 a Borgonovo Val Tidone | 13,005         |
|        | SP 28 di Gossolengo                       | Innesto con SP 1 a Piacenza - Gossolengo - Innesto con SS 45 a Rivergaro                                                                             | 18,332         |
|        | SP 29 di Zena                             | Innesto con SS 9 a Cadeo - Innesto con SP 6 a Carpaneto Piacentino                                                                                   | 7,925          |
|        | SP 30 di Chiavenna                        | Innesto con SS 10 a Caorso - Chiavenna Landi - Innesto con SS 9 a Roveleto di Cadeo                                                                  | 10,000         |
|        | SP 31 Salsediana                          | Innesto con SP 4 a Castell'Arquato - Innesto con SP 12 a Castelnuovo Fogliani di Alseno                                                              | 13,340         |
|        | SP 32 di Sant'Agata                       | Innesto con SS 9 a Pontenure – Innesto con SP 6 a San Giorgio Piacentino                                                                             | 6,350          |
|        | SP 33 di Cantone                          | Innesto con SP 7 ad Agazzano - Cantone - Innesto con SS 412 a Vaie di Borgonovo Val Tidone                                                           | 9,740          |
|        | SP 34 di Pecorara                         | Innesto con SS 412 a Nibbiano - Pecorara - Cicogni - colle della Crocetta - Innesto con SS 461 a Vaccarezza di Bobbio                                | 22,475         |
|        | SP 35 di Colonese                         | Innesto con SS 45 a Niviano di Rivergaro - Colonese - Innesto con SS 654 a Grazzano Visconti di Vigolzone                                            | 3,160          |
|        | SP 36 di Godi                             | Innesto con SS 654 a Ponte dell'Olio – Godi - Innesto con SP 6 a Case Nuove di Carpaneto Piacentino                                                  | 18,330         |
|        | SP 37 di Sarmato                          | Innesto con SS 10 a Sarmato - Innesto con SS 412 a Borgonovo Val Tidone                                                                              | 5,330          |
|        | SP 38 di San Protaso                      | Innesto con SP 6 a Ciriano di Carpaneto Piacentino - Chero - Innesto con SS 9 a Fiorenzuola d'Arda                                                   | 9,475          |
|        | SP 39 del Cerro                           | Innesto con SS 45 a Perino di Coli - Vidonico - Crocenito - Innesto con SS 654 a Bettola                                                             | 20,680         |
|        | SP 40 di Statto                           | Innesto con SP 7 a Tuna di Gazzola - Rivalta - Statto - Buelli - Innesto con SS 45 a Travo                                                           | 17,765         |
|        | SP 41 di San Pietro                       | Innesto con SP 10 a Villanova sull'Arda – Innesto con SP 20 a San Pietro in Cerro                                                                    | 4,760          |
|        | SP 42 di Podenzano                        | Innesto con SS 45 a Ponte Vangaro di Podenzano – Podenzano - Innesto con la SP 6 a Cà del Vescovo di Podenzano                                       | 7,395          |
|        | SP 44 di Montalbo                         | Innesto con SS 412 a Castel San Giovanni - Seminò - Montalbo - Innesto con SS 412 a Trevozzo di Nibbiano                                             | 17,090         |
|        | SP 45 e SP 45 bis di Tassara-Stadera      | confine regionale con la Lombardia a Pizzofreddo di Santa Maria della Versa - Tassara - Stadera - Innesto con SS 412 a Caminata                      | 18,140         |
|        | SP 46 di Besenzone                        | Innesto con SP 26 a Besenzone - Baselicaduce - Innesto con SS 9 a Fiorenzuola d'Arda                                                                 | 10,765         |
|        | SP 47 di Antognano                        | Innesto con SP 4 a Lugagnano Val d'Arda - Antognano - Innesto con SP 14 a Rustigazzo di Lugagnano Val d'Arda                                         | 11,170         |
|        | SP 48 di Centora                          | Innesto con SS 10 a Rottofreno - Centora - Innesto con SP 11 a Campremoldo di Gragnano Trebbiense                                                    | 6,800          |
|        | SP 49 della Rossarola                     | Confine regionale con la Lombardia a Pometo di Ruino - Innesto con SS 412 a Caminata                                                                 | 2,660          |
|        | SP 50 del Mercatello                      | Innesto con SS 45 a Marsaglia di Corte Brugnatella - Ozzola - Castelcanafurone - Brugneto - Grondone - Innesto con la SS 654 a Ferriere              | 24,685         |
|        | SP 51 di Groppallo                        | Innesto con SS 654 a Farini - Groppallo - Confine provinciale con Parma presso Boccolo Noce di Farini                                                | 16,585         |
|        | SP 52 di Cariseto                         | Innesto con la SP 17 a Cerignale - Cariseto - Innesto con SP 586 R a Ruffinati di Ferriere                                                           | 22,120         |
|        | SP 53 di Muradolo                         | Innesto con la SS 10 a Caorso - Muradolo - Innesto con SS 9 a Pontenure                                                                              | 9,850          |
|        | SP 54 di Chiaravalle                      | Innesto con la SP 26 a Bersano di Besenzone - Chiaravalle - Innesto con SS 9 a Fiorenzuola d'Arda                                                    | 12,010         |
|        | SP 55 di Bagnolo                          | Innesto con SS 45 a Rivergaro - Veano - Bicchignano - Innesto con SS 654 a Ponte dell'Olio                                                           | 9,815          |
|        | SP 56 di Borla                            | Innesto con SP 4 a Mocomero di Vernasca - Borla Silvani - Vigoleno – Innesto con SP 64 presso Case Orsi di Vernasca                                  | 16,175         |
|        | SP 57 di Aserei                           | Innesto con SP 16 a Coli - passo di Santa Barbara - Pradovera - Innesto con SS 654 a Farini                                                          | 46,080         |
|        | SP 59 di Moncasacco                       | Confine regionale con la Lombardia a Caminata - Moncasacco - Confine regionale con la Lombardia a Cà Nova di Caminata                                | 2,090          |
|        | SP 60 di Croce                            | Innesto con SS 412 a Pianello Val Tidone - Azzano - Innesto con SP 65 a Croce di Casaleggio di Piozzano                                              | 7,420          |
|        | SP 61 di Monecari                         | Innesto con SP 51 a Boccolo Noce di Farini - Monecari - Innesto con SP 8 a Montereggio                                                               | 7,160          |
|        | SP 62 di Orezzoli                         | Innesto con SP 52 nel comune di Ottone - Orezzoli - Confine regionale con la Liguria a Cà dei Ferrè di Ottone                                        | 9,750          |
|        | SP 63 di Taverne                          | Innesto con SP 71 a Casale di Morfasso - Innesto con SP 47/SP 71 a Forlani di Lugagnano Val d'Arda                                                   | 5,530          |
|        | SP 64 di Trabucchi                        | Innesto con SP 56 in Comune di Vernasca - Confine provinciale con Parma presso Case Orsi di Vernasca                                                 | 0,590          |
|        | SP 65 della Caldarola                     | Innesto con SP 7 a San Gabriele di Piozzano - Casaleggio - San Nazzaro - Passo della Caldarola - Innesto con SS 45 a Mezzano Scotti di Bobbio        | 28,000         |
|        | SP 66 di Casali                           | Innesto con la SP 15 a Cà Ruggeri di Morfasso - Casali - Innesto con la SP 359 R a Pianazzo di Vernasca                                              | 2,700          |
|        | SP 67 di Massara                          | Innesto con SS 654 a Bettola - Vigolo - Innesto con SP 10 a Orezzi di Gropparello                                                                    | 11,560         |
|        | SP 68 di Bobbiano                         | Innesto con SP 65 al Passo della Caldarola - Bobbiano - Innesto con SS 45 a Travo                                                                    | 14,410         |
|        | SP 69 di Ceci                             | Confine regionale con la Lombardia al passo Vallette di Bobbio e passo della Scaparina - Ceci - Innesto con SS 461 a Brugnoni di Bobbio              | 9,730          |
|        | SP 70 di Costalta                         | Innesto con SP 34 a Pecorara - Costalta - Innesto con SP 34 a Cicogni                                                                                | 8,730          |
|        | SP 71 di Collerino                        | Innesto con SP 47 a Ronchi di Lugagnano Val d'Arda - Forlani - Olza - Innesto con SP 15 bis a Morfasso                                               | 13,915         |
|        | SP 72 di Castelletto                      | Innesto con la SP 47 a Ronchi di Lugagnano Val d'Arda - Forlani - Olza - Innesto con la SP 15 bis a Morfasso                                         | 5,410          |
|        | SP 73 di Lago                             | Confine regionale con la Lombardia a Pratolungo del Brallo - Lago - Innesto con SS 45 a Confiente di Corte Brugnatella                               | 8,660          |
|        | SP 74 di Centenaro                        | Innesto con SS 654 a Bosconure di Ferriere - Centenaro - Innesto con la SS 654 a Ferriere                                                            | 6,120          |
|        | SP 75 di Padri                            | Innesto con SS 654 a Biana di Ponte dell'Olio - Padri - Riglio                                                                                       | 5,610          |
|        | SP 76 di Pigazzano                        | Innesto con SP 40 a Statto - Pigazzano | 4,040          |
|        | SP 359 R di Salsomaggiore e di Bardi      | Confine provinciale con Parma in comune di Vernasca - Confine provinciale con Parma in comune di Vernasca                                            | 6,000          |
|        | SP 412 R della Val Tidone                 | Confine regionale con la Lombardia in comune di Castel San Giovanni - Intersezione con la SS 10 in comune di Castel San Giovanni                     | 3,341          |
|        | SP 462 R della Val d'Arda                 | Innesto con SS 10 a Castelvetro Piacentino - San Pietro in Cerro - Cortemaggiore - Innesto con SS 9 a Fiorenzuola d'Arda                             | 19,400         |
|        | SP 586 R della Valle dell'Aveto           | Innesto con SS 45 a Marsaglia di Corte Brugnatella - Confine regionale con la Liguria a Boschi di Ferriere                                           | 22,200         |
|        | SP 587 R di Cortemaggiore                 | Innesto con SS 10 a Piacenza - Chiavenna Landi - Innesto con SP 462 R a Cortemaggiore                                                                | 14,000         |
|        | SP 588 R dei Due Ponti                    | Innesto con SS 10 a Castelvetro Piacentino - Confine provinciale con Parma in comune di Villanova sull'Arda                                          | 13,600         |

## Ex strade provinciali riclassificate a strade statali
Ai sensi del Decreto del Presidente del Consiglio dei Ministri del 21 novembre 2019, dal giorno 8 aprile 2021 alcune strade provinciali in precedenza classificate come statali sono passate di nuovo in capo all'ANAS:
| Numero | Denominazione                           | Percorso | Lunghezza (km) |
| ------ | --------------------------------------- | --- | -------------- |
|        | Strada statale 10 Padana Inferiore      | Confine regionale con la Lombardia in comune di Castel San Giovanni - Sarmato - Rottofreno – Piacenza - Caorso - Monticelli d'Ongina - Confine regionale con la Lombardia in comune di Castelvetro Piacentino                           | 52,100         |
|        | Strada statale 412 della Val Tidone     | Intersezione con la SS 10 in comune di Castel San Giovanni - Borgonovo Val Tidone- Pianello Val Tidone - Nibbiano - Caminata - Confine regionale con la Lombardia in comune di Alta Val Tidone - innesto al passo del Penice con SS 461 | 28,461         |
|        | Strada statale 461 del Passo del Penice | Confine regionale con la Lombardia al passo del Penice - Vaccarezza - Brugnoni - Innesto con SS 45 a Bobbio | 13,700         |
|        | Strada statale 654 di Val Nure          | Innesto con SS 9 a Piacenza – Podenzano – Grazzano Visconti – Vigolzone – Ponte dell'Olio – Bettola – Farini – Ferriere – Confine provinciale con Parma al passo dello Zovallo                                                          | 69,800         |